# Meridiano 42 W
O meridiano 42 W é um meridiano que, partindo do Polo Norte, atravessa o Oceano Ártico, Gronelândia, Oceano Atlântico, América do Sul, Oceano Antártico, Antártida e chega ao Polo Sul.
Forma um círculo máximo com o Meridiano 138 E.
Começando no Polo Norte, o meridiano 42º Oeste tem os seguintes cruzamentos:
| País, território ou mar | Notas |
| ----------------------- | --- |
| Oceano Ártico           | |
| Gronelândia             | |
| Fiorde de J.P. Koch     | |
| Gronelândia             | |
| Oceano Atlântico        | |
| Brasil                  | Maranhão Piauí Bahia Minas Gerais Rio de Janeiro (parte continental e Ilha de Cabo Frio)                    |
| Oceano Atlântico        | Passa entre as Rochas Shag e a Rocha Black, Ilhas Geórgia do Sul e Sandwich do Sul                          |
| Oceano Antártico        | |
| Antártida               | Território reivindicado pela Argentina (Antártida Argentina) e Reino Unido (Território Antártico Britânico) |